# Franciotto Orsini

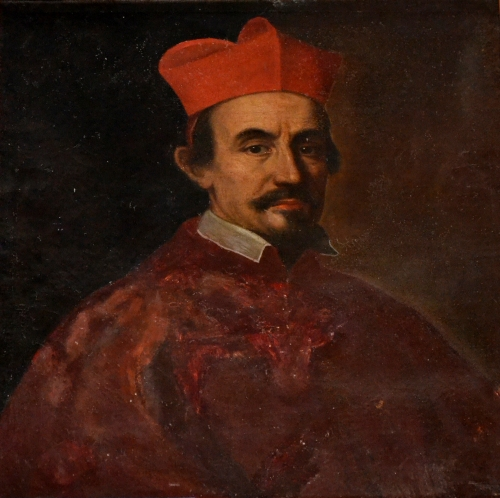
Kardinal Franciotto Orsini (Gemälde 16. Jh.)

Franciotto Orsini (* 1473 in Rom; † 10. Januar 1534 ebenda) war ein Kardinal der Römischen Kirche.

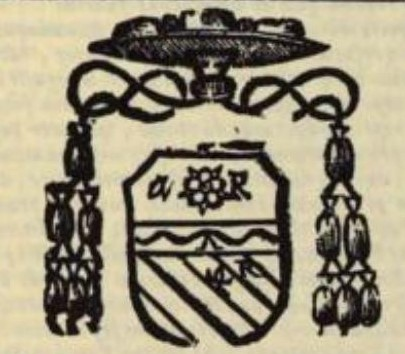
Kardinalswappen von Franciotto Orsini (aus Ughelli)

## Leben
Er war der älteste Sohn des Orso Orsini di Monterotondo und dessen Ehefrau Costanza Savelli. Der Familie Orsini entstammten die Päpste Cölestin III., Nikolaus III. und Benedikt XIII. sowie eine Reihe weiterer Kardinäle. Sein Onkel war Giovanni de’Medici, der spätere Papst Leo X. Von Geburt her war Franciotto Orsini Signore von Monterotondo. Seine Ausbildung erfuhr er in Florenz unter Lorenzo il Magnifico de’Medici.
Er nahm an verschiedenen militärischen Unternehmen teil, dabei focht er auch gegen Cesare Borgia. Bis zu ihrem Tod war er verheiratet mit Violante Orsini di Mugnano und hatte fünf legitime Kinder sowie ein außereheliches Kind. Nach dem Tod seiner Frau trat er in den geistlichen Stand, wurde Kleriker des Bistums Rom und Apostolischer Protonotar.
Orsini wurde im Konsistorium am 1. Juli 1517 von Papst Leo X. zum Kardinal erhoben, und am 6. Juli desselben Jahres erhielt er als Kardinaldiakon die Titeldiakonie San Giorgio in Velabro. Im August 1519 abgesetzt, wurde er jedoch später wieder eingesetzt und war Erzpriester der Vatikanbasilika. Nach 1519 war er Kardinaldiakon von Santa Maria in Cosmedin. Er nahm am Konklave 1521–1522 teil, bei dem Hadrian VI. als Papst gewählt wurde. Auch am Konklave 1523, aus dem Clemens VII. als Papst hervorging, nahm er teil. Von 1524 bis 1525 war er als Administrator Bischof von Fréjus und sorgte für die Ernennung seines Enkels Leone Orsini als Nachfolger. 1528 war er als Administrator Bischof von Rimini.
Er starb in Rom und wurde im Petersdom beigesetzt.

## Einzelnachweis
1. ↑  
Ferdinando Ughelli: Italia sacra sive de Episcopis Italiae, et Insularum adjacentium, Tomus IX (complectens Metropolitanas, earumque suffraganeas Ecclesias, que in Salentiae, ac Calabriae Regni Neapolitani clarissimis Provinciis continentur). 2. vermehrte und verbesserte Auflage, Sebastianum Coleti, Venedig, 1721, S. 338–342 Online bei Google Books